# Huélaga
Huélaga è un comune spagnolo di 202 abitanti situato nella comunità autonoma dell'Estremadura.